# António Mário Carqueijeiro
António Mário Carqueijeiro – portugalski rugbysta, jednokrotny reprezentant Portugalii w rugby union mężczyzn. Jego jedynym meczem w reprezentacji było spotkanie z Hiszpanią, który został rozegrany 1 maja 1965 w Lizbonie.